# Shorttrack op de Olympische Winterspelen 2022 - 500 meter mannen
De 500 meter voor mannen tijdens de Olympische Winterspelen 2022 vond plaats op vrijdag 11 en zondag 13 februari 2022 in het Capital Indoor Stadium in Peking. Regerend olympisch kampioen was de Chinees Wu Dajing.

## Tijdschema
| Datum               | Lokale tijd | MET   | Ronde         |
| ------------------- | ----------- | ----- | ------------- |
| vrijdag 11 februari | 19:18       | 12:18 | Series        |
| zondag 13 februari  | 19:00       | 12:00 | Kwartfinales  |
| zondag 13 februari  | 19:27       | 12:27 | Halve finales |
| zondag 13 februari  | 20:09       | 13:09 | Finales       |

## Uitslag
Legenda:
- ADV = Advance (toevoeging)
- ADVA = Advance naar A-finale (toevoeging)
- DNF = Did Not Finish
- OR = Olympisch record
- PEN = Penalty
- Q = Directe kwalificatie voor de volgende ronde
- QB = Kwalificatie voor de B-finale
- q = Kwalificatie beste derde plaatsen (alleen in de series)

### Series
Heat 1
| # | Naam               | Land       | Tijd   | Opm. |
| - | ------------------ | ---------- | ------ | ---- |
| 1 | Shaolin Sándor Liu | Hongarije  | 40,948 | Q    |
| 2 | Sébastien Lepape   | Frankrijk  | 42,081 | Q    |
| 3 | Kota Kikuchi       | Japan      | 42,176 |      |
|   | Lee June-seo       | Zuid-Korea |        | PEN  |

Heat 2
| # | Naam              | Land       | Tijd    | Opm. |
| - | ----------------- | ---------- | ------- | ---- |
| 1 | Ren Ziwei         | China      | 40,669  | Q    |
| 2 | Adil Galiakhmetov | Kazachstan | 40,722  | Q    |
| 3 | Brendan Corey     | Australië  | 41,097  |      |
| 4 | Maxime Laoun      | Canada     | no time |      |

Heat 3
| # | Naam              | Land            | Tijd   | Opm. |
| - | ----------------- | --------------- | ------ | ---- |
| 1 | Steven Dubois     | Canada          | 40,399 | Q    |
| 2 | Pavel Sitnikov    | Russische ploeg | 40,591 | Q    |
| 3 | Andrea Cassinelli | Italië          | 42,791 |      |
| 4 | Oleh Handei       | Oekraïne        | 44,163 |      |

Heat 4
| # | Naam                 | Land       | Tijd   | Opm. |
| - | -------------------- | ---------- | ------ | ---- |
| 1 | Denis Nikisja        | Kazachstan | 40,482 | Q    |
| 2 | Jordan Pierre-Gilles | Canada     | 40,488 | Q    |
| 3 | Stijn Desmet         | België     | 40,585 | q    |
| 4 | Katsunori Koike      | Japan      | 41,199 |      |

Heat 5
| # | Naam               | Land            | Tijd   | Opm. |
| - | ------------------ | --------------- | ------ | ---- |
| 1 | Konstantin Ivlijev | Russische ploeg | 40,272 | Q    |
| 2 | John-Henry Krueger | Hongarije       | 40,407 | Q    |
| 3 | Roberts Kruzbergs  | Letland         | 40,430 | q    |
| 4 | Quentin Fercoq     | Frankrijk       | 40,548 |      |

Heat 6
| # | Naam             | Land             | Tijd    | Opm. |
| - | ---------------- | ---------------- | ------- | ---- |
| 1 | Abzal Azhgaliyev | Kazachstan       | 40,870  | Q    |
| 2 | Hwang Dae-heon   | Zuid-Korea       | 40,971  | Q    |
| 3 | Ryan Pivirotto   | Verenigde Staten | 41,018  | q    |
| 4 | Itzhak de Laat   | Nederland        | no time |      |

Heat 7
| # | Naam              | Land      | Tijd   | Opm. |
| - | ----------------- | --------- | ------ | ---- |
| 1 | Shaoang Liu       | Hongarije | 40,797 | Q    |
| 2 | Vladislav Bykanov | Israël    | 40,900 | Q    |
| 3 | Sun Long          | China     | 42,871 | ADV  |
|   | Jens van 't Wout  | Nederland |        | PEN  |

Heat 8
| # | Naam             | Land      | Tijd    | Opm. |
| - | ---------------- | --------- | ------- | ---- |
| 1 | Wu Dajing        | China     | 40,230  | Q    |
| 2 | Pietro Sighel    | Italië    | 40,350  | Q    |
| 3 | Sidney K Chu     | Hongkong  | 44,857  |      |
| 4 | Dylan Hoogerwerf | Nederland | no time |      |

### Kwartfinales
Kwartfinale 1
| # | Naam              | Land            | Tijd   | Opm. |
| - | ----------------- | --------------- | ------ | ---- |
| 1 | Denis Nikisja     | Kazachstan      | 40,355 | Q    |
| 2 | Pavel Sitnikov    | Russische ploeg | 40,643 | Q    |
| 3 | Ren Ziwei         | China           | 40,714 |      |
| 4 | Sun Long          | China           | 40,779 |      |
| 5 | Adil Galiakhmetov | Kazachstan      | 40,925 |      |

Kwartfinale 2
| # | Naam               | Land      | Tijd   | Opm. |
| - | ------------------ | --------- | ------ | ---- |
| 1 | Wu Dajing          | China     | 40,528 | Q    |
| 2 | Pietro Sighel      | Italië    | 40,644 | Q    |
| 3 | Roberts Kruzbergs  | Letland   | 40,694 | q    |
| 4 | Shaolin Sándor Liu | Hongarije | 40,700 |      |
| 5 | Sébastien Lepape   | Frankrijk | 46,814 |      |

Kwartfinale 3
| # | Naam               | Land            | Tijd   | Opm. |
| - | ------------------ | --------------- | ------ | ---- |
| 1 | Konstantin Ivlijev | Russische ploeg | 40,351 | Q    |
| 2 | Hwang Dae-heon     | Zuid-Korea      | 40,636 | Q    |
| 3 | Abzal Azhgaliyev   | Kazachstan      | 40,643 | q    |
| 4 | Stijn Desmet       | België          | 40,718 |      |
| 5 | John-Henry Krueger | Hongarije       | 40,844 |      |

Kwartfinale 4
| # | Naam                 | Land             | Tijd    | Opm. |
| - | -------------------- | ---------------- | ------- | ---- |
| 1 | Shaoang Liu          | Hongarije        | 40,386  | Q    |
| 2 | Steven Dubois        | Canada           | 40,494  | Q    |
| 3 | Vladislav Bykanov    | Israël           | 41,157  |      |
| 4 | Ryan Pivirotto       | Verenigde Staten | 41,841  |      |
| 5 | Jordan Pierre-Gilles | Canada           | no time |      |

### Halve finales
Halve finale 1
| # | Naam               | Land            | Tijd   | Opm. |
| - | ------------------ | --------------- | ------ | ---- |
| 1 | Konstantin Ivlijev | Russische ploeg | 40,655 | Q    |
| 2 | Pietro Sighel      | Italië          | 40,847 | Q    |
| 3 | Pavel Sitnikov     | Russische ploeg | 40,848 | QB   |
| 4 | Denis Nikisja      | Kazachstan      | 41,005 | QB   |
| 5 | Roberts Kruzbergs  | Letland         | 41,870 | QB   |

Halve finale 2
| # | Naam             | Land       | Tijd   | Opm. |
| - | ---------------- | ---------- | ------ | ---- |
| 1 | Shaoang Liu      | Hongarije  | 40,157 | Q    |
| 2 | Abzal Azhgaliyev | Kazachstan | 40,462 | Q    |
| 3 | Wu Dajing        | China      | 40,478 | QB   |
| 4 | Steven Dubois    | Canada     | 40,825 | ADVA |
|   | Hwang Dae-heon   | Zuid-Korea |        | PEN  |

### Finales
B-Finale
| # | Naam              | Land            | Tijd   | Opm. |
| - | ----------------- | --------------- | ------ | ---- |
| 5 | Wu Dajing         | China           | 41,157 |      |
| 6 | Pavel Sitnikov    | Russische ploeg | 41,217 |      |
| 7 | Denis Nikisja     | Kazachstan      | 41,329 |      |
| 8 | Roberts Kruzbergs | Letland         | 41,465 |      |

A-Finale
| #      | Naam               | Land            | Tijd   | Opm. |
| ------ | ------------------ | --------------- | ------ | ---- |
| Goud   | Shaoang Liu        | Hongarije       | 40,338 |      |
| Zilver | Konstantin Ivlijev | Russische ploeg | 40,431 |      |
| Brons  | Steven Dubois      | Canada          | 40,669 |      |
| 4      | Abzal Azhgaliyev   | Kazachstan      | 40,869 |      |
|        | Pietro Sighel      | Italië          | DNF    |      |